# Đại Bì

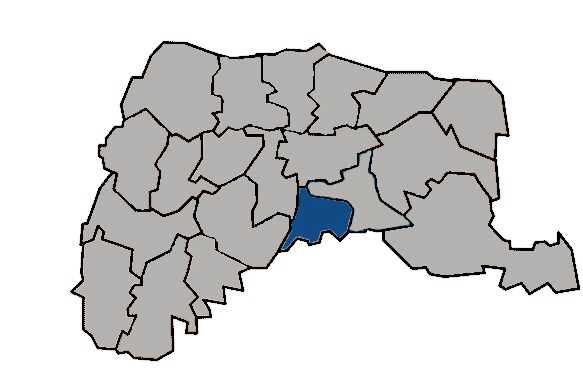
Vị trí tại Vân Lâm

Đại Bì (tiếng Trung: 大埤鄉; bính âm: Dàpí Xiāng) là một hương (xã) của huyện Vân Lâm, tỉnh Đài Loan, Trung Hoa Dân Quốc (Đài Loan). Hương được hình thành từ năm 1624 và chính thức được mang tên Đại Bì từ sau nội chiến Trung Quốc. Toongr diện tích của hương là 44,9973 km², dân số vào tháng 8 năm 2011 là 20.940 người thuộc 6.658 hộ gia đình, mật độ cư trú đạt 465,4 người/km².